# Võ thuật

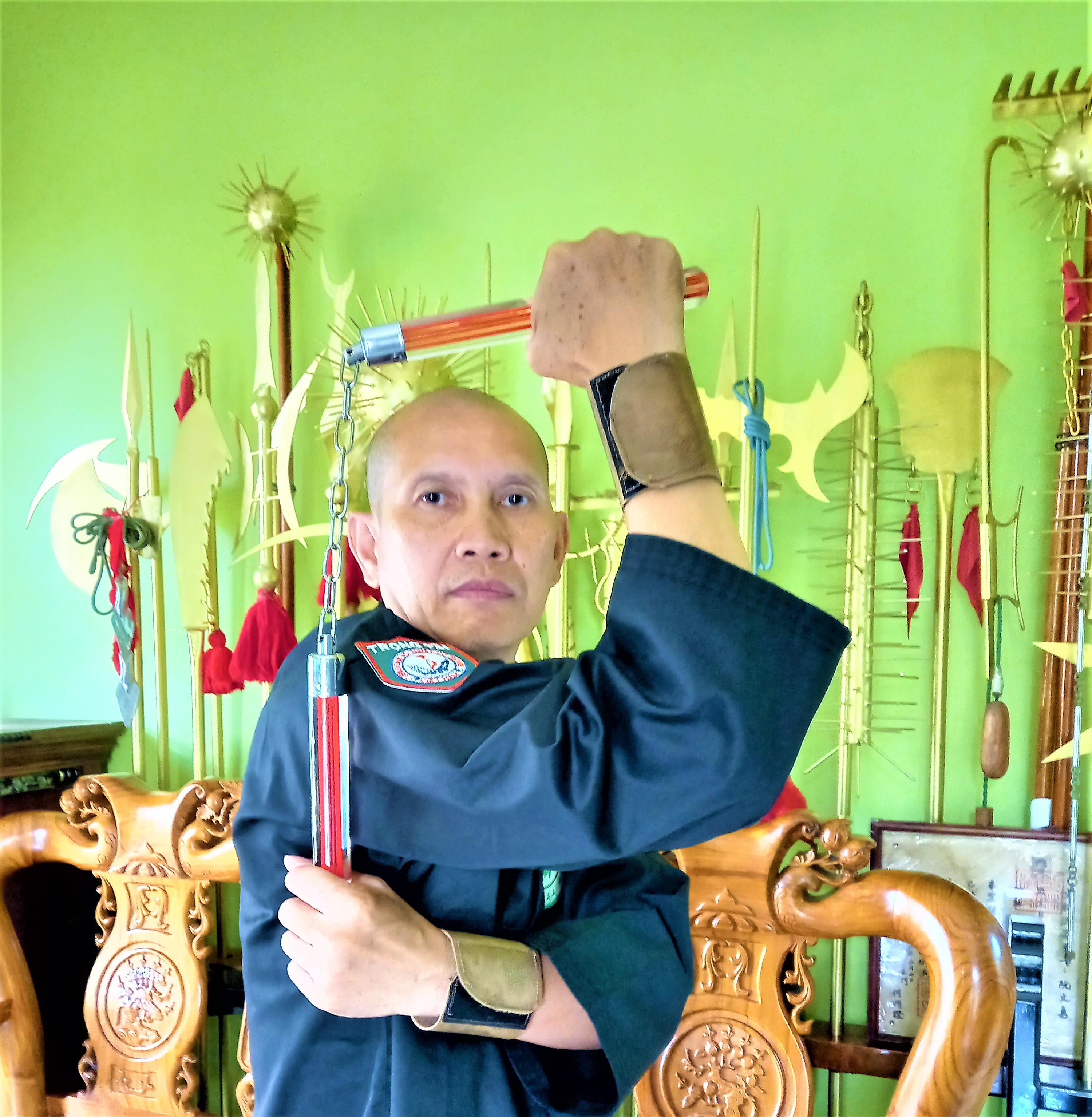
Một Võ sư Võ cổ truyền Việt Nam.

Võ thuật là hệ thống được mã hóa và truyền thống chiến đấu được thực hành vì một số lý do như tự vệ; ứng dụng quân sự và thực thi pháp luật; cạnh tranh; phát triển thể chất, tinh thần; giải trí; và bảo tồn di sản văn hóa phi vật thể của một quốc gia. Với tư cách là một nghệ thuật vận động sản sinh ra trong đấu tranh giữa con người với thiên nhiên (các loài thú dữ), con người với kẻ thù bên ngoài (địch thủ), và con người với kẻ thù bên trong chính bản thân (bệnh tật), võ thuật hướng đến mục tiêu đem lại cho con người sự chiến thắng trong các cuộc chiến, rèn luyện sức khỏe, và phục vụ một số nhu cầu cần thiết tùy thuộc vào từng bộ môn. Trải theo thời gian, võ thuật hiện đại không còn nhấn mạnh vai trò chiến đấu và chiến thắng bằng mọi giá như trước, mà đã chú trọng hơn nhiều đến các mục tiêu khác như để rèn luyện sức khỏe, thực thi quyền tự vệ chính đáng khi hữu dụng. Một số môn phái được đưa ra thi đấu như những môn thể thao biểu diễn hoặc đối kháng với những điều luật khắt khe nghiêm cấm sử dụng các đòn đánh hiểm, độc.

## Từ nguyên
Võ thuật nguyên gốc là vũ thuật, là âm Việt của chữ Hán 武術. Võ là cách đọc trại đi của vũ để tránh húy thụy hiệu của chúa Nguyễn Phúc Khoát (hiệu Vũ Vương) ở Đàng Trong.
Mặc dù thuật ngữ võ thuật trong tiếng Anh đã trở nên gắn liền với nghệ thuật chiến đấu của Đông Á, ban đầu nó được gọi là hệ thống chiến đấu của châu Âu (Hema) ngay từ những năm 1550. Thuật ngữ này có nguồn gốc từ tiếng Latin - Martial Arts và có nghĩa là "nghệ thuật của Thần Mars”, vị thần chiến tranh của La Mã.

## Khái yếu
Tuy có thể đồng nhất "Võ" và "Võ thuật", nhưng thực ra hai khái niệm ít nhiều vẫn có ranh giới. "Võ", nói chung, chỉ lối đánh nhau bằng tay không hay binh khí, và đôi khi, nhằm chỉ một bộ môn đối lập với "văn"; còn "võ thuật" lại thiên về nghệ thuật vận động hơn. Theo đó võ thuật đề cao phương pháp, cách thức, sự khéo léo, kĩ thuật, nghĩa là sự phát huy toàn diện sức mạnh của con người để chiến thắng mọi địch thủ mà không chỉ là những đối thủ trực diện trên sàn đấu. Bên cạnh các thuật ngữ trên còn có thuật ngữ "Võ nghệ", vừa có nội hàm rất gần với thuật ngữ võ thuật, vừa mang ý nghĩa nghề nghiệp, khẳng định võ cũng là một nghề trong xã hội, nghề võ. Cũng không thể không nhắc đến một khái niệm thường được các võ đường và các võ sư đề cao là thuật ngữ "Võ đạo" nhằm nhấn mạnh tính nhân văn, văn hóa, tinh thần cao thượng trong võ thuật. Khái niệm này khẳng định tột đỉnh của võ là lĩnh hội triết lý của võ học. Võ thuật được coi là con đường để tu dưỡng nhân cách, nâng cao tinh thần, lĩnh hội cội nguồn triết học của môn võ. Võ đạo hàm chứa hạt nhân đạo đức và chiều sâu triết học, đồng thời đưa mục tiêu sát thương của võ thuật xuống hàng thứ yếu.
Trong đời sống xã hội còn tồn tại khái niệm võ học, đối lập với khái niệm võ biền. Võ học là khái niệm được dùng rất hạn chế trong đời sống võ thuật tại Việt Nam hiện nay. Võ học chưa được xem là một ngành học chính thống trong ngành giáo dục & đào tạo. Võ học là sự nghiên cứu, phân tích, hệ thống hóa... tất cả mọi mặt của đời sống võ thuật dưới ánh sáng của các chuyên ngành khoa học (tự nhiên và xã hội) khác như vật lý học, giải phẫu học, sinh lý, hóa sinh, sinh cơ, tâm lý học, y học.... Hầu hết các bài viết hoặc sách, báo về võ thuật hiện nay tại Việt Nam của các võ sư danh tiếng đều ít khi đề cập đến thành tựu nghiên cứu của lĩnh vực này. Do đó, đời sống võ thuật Việt Nam còn khá xa lạ với các thuật ngữ, khái niệm hoặc công trình nghiên cứu của các nhà khoa học về võ thuật.

## Các môn công phu

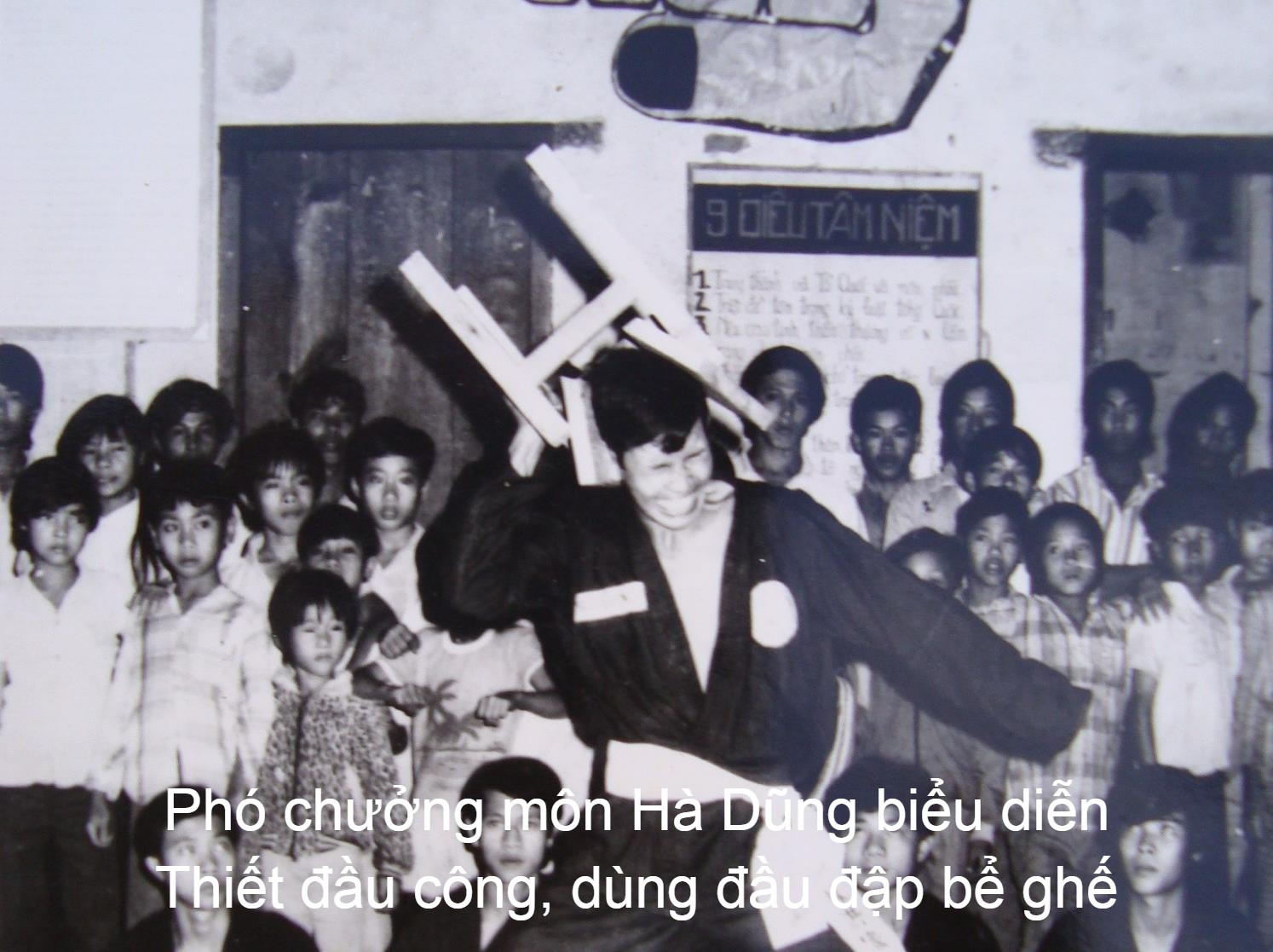
Sư trưởng Hà Dũng - Cao đồ của cụ Hà Châu biểu diễn Thiết đầu công; dùng đầu đập vỡ ghế.

Hệ thống công phu võ thuật hợp thành "tứ đại công phu", gồm Nội công, Ngoại công, Nhuyễn công và Ngạnh công, trong đó Nhuyễn Ngạnh công phu tuy có khi được xếp vào hệ thống Ngoại công, nhưng vẫn thường thấy sự khu biệt của nó do những điểm đặc thù:

### Nội công
Là những phương thức luyện tập bằng cách sự tập trung tối đa tâm ý khí lực theo những phương thức đặc biệt nhằm phát huy các năng lực bí ẩn của con người, khi luyện thành thì có thể dùng tĩnh chế động. Nội công bao gồm các phương thức luyện tập:
- Luyện tập tĩnh: Là phương pháp luyện tập bằng cách các hành giả ngồi yên lặng trong không khí tĩnh mịch và thả lỏng thể xác cũng như tâm hồn để luyện tập, như Nội công thiếu lâm tự.
- Luyện tập động: Là phương pháp các hành giả chuyển động theo các bài tập nhằm tập trung tinh thần để luyện ý, như Bát đoạn cẩm, Dịch Cân Kinh Thiếu Lâm.

### Ngoại công
Là các công phu luyện ngoại lực, có thể bao gồm trong nó cả Nhuyễn công và Ngạnh công, với các phương thức luyện tập các chiêu thức tấn công linh hoạt, mạnh mẽ và từng phần cơ thể để phòng thủ hữu hiệu. Khi luyện đại thành thì sức lực di hành khắp chân thân không bị ngăn trở, do đó muốn vận dụng đến sức thì sức có ngay, thân thể cương cường, da thịt gân xương đều cứng chắc, đến đao kiếm cũng khó bề gây thương tích. Ngoại công bao gồm các phương thức tu luyện:
- Luyện tập hình: Là luyện tập các kỹ năng có hình dáng cụ thể, như Bát quái Quyền.
- Luyện tập ý: Là luyện sao cho đúng ý của các bài luyện, ví dụ như Triệt quyền đạo, Thái cực Quyền.
- Luyện tập pháp thể: Là luyện thể lực và thể hình, như Đấu vật, Su mô.

### Nhuyễn công
Là các công phu chuyên luyện lực âm, nhu lực, âm công, khi luyện đại thành thì bề ngoài cơ thể không có biểu hiện gì của người biết võ (như tay chân không sần sùi, cơ thể không cường tráng), nhưng lực đánh ra rất nguy hiểm (nên nhiều khi được gọi là độc thủ). Tương truyền, một số công phu như Nhất chỉ thiền công (luyện phóng một ngón tay), Quan âm chưởng (luyện cạnh tay), Tỉnh quyền công (luyện quyền bằng cách đấm tay xuống giếng) có thể đả thương người từ xa, Nhu cốt công luyện khớp xương toàn thân mềm dẻo...
Tương truyền ở Nhật Bản từ xa xưa lưu truyền một môn võ thuật có tên là Bí thuật Nhu công. Người luyện tập nhìn bề ngoài có vẻ rất yếu đuối nhưng khi ra tay thì vô cùng tàn độc, nhất là những đòn đánh Cầm nã thủ lấy mạng người dễ dàng vô cùng. Các chiêu thức tung ra gần như chỉ để có một mục đích là lấy mạng đối phương mà thôi.
Vào thời thế chiến thứ 2, môn võ thuật này nghe nói được phổ biến cho các chiến sĩ trong những lực lượng cảm tử và sát thủ, nhưng sau này bị cấm và mất đi tông tích bởi vì quá độc ác mà cho tới nay chưa ai rõ lý do thất truyền, chỉ biết rằng một kẻ luyện tập môn võ này dù có thân thể bệnh hoạn yếu ớt, một khi đã dốc lòng luyện tập đều có thể trở thành cỗ máy giết người.

### Ngạnh công

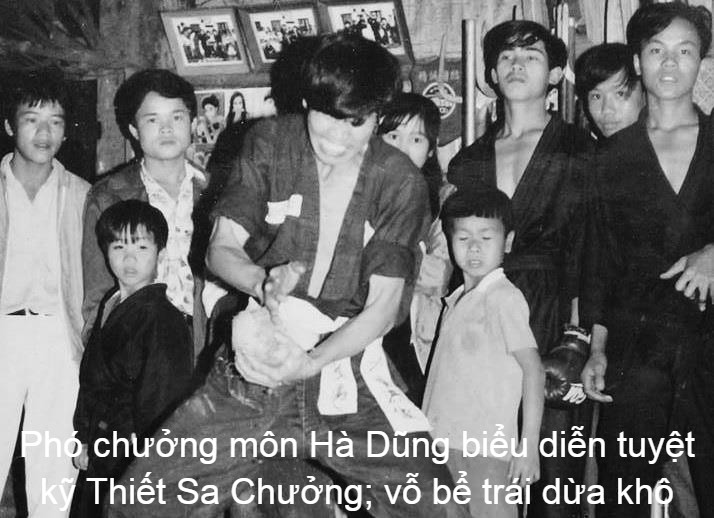
Sư trưởng Hà Dũng - Cao đồ của cụ Hà Châu biểu diễn Thiết sa chưởng; vỗ bể trái dừa khô.

Là các công phu chuyên luyện sức mạnh dương cương, dương lực, dương công, như Thiết sa chưởng (chưởng tay sắt), Thiết tảo trửu (chân quét), Thiết tất cái (đầu gối).Trong đó phải kể tới các môn công phu của Thiếu Lâm rất đặc sắc như: Thập tam thái bảo (thân thể cứng),Thiết bố sam (thân cứng như sắt), Đồng tử công (cũng luyện thân thể)... Khi luyện đại thành thì tay chân người tập chai sần, cứng như sắt, cơ thể tráng kiện, cơ bắp cuồn cuộn. Sức mạnh đòn đánh có được khi đòn tiếp xúc với cơ thể đối phương với uy lực khủng khiếp.

### Lý thuyết
Suy cho cùng, cách chia các môn công phu của Võ thuật ra làm nhiều dạng (nội công và ngoại công), với nhiều môn (long, báo, xà, hạc, hổ, hầu, quy, ưng,...), hoặc phân chia ra các trường phái (Thiếu lâm, Võ đang, Côn Luân,...) cũng chỉ là đứng trên cái nhìn khác nhau. Có người chia võ thuật ra làm Võ lâm chính tông, và Bàng môn tà đạo. Sự khác nhau, cũng chỉ là ở hành vi của người dụng võ. Vì mục đích cao cả, võ thuật được sử dụng thì đó là võ công chính tông. Ngược lại, vì mục đích cá nhân, tư lợi, hành vi bỉ ôi, mà võ thuật được sử dụng thì đó là bàng môn tà đạo. Nhiều người suốt đời nghiên cứu võ thuật, những mong tìm được bí kíp võ thuật, những công phu đã thất truyền (kể cả những cách luyện kỳ lạ, dị thường) để đạt đến cái gọi là đỉnh cao võ thuật. Vậy đỉnh cao của võ thuật là ở bất kỳ một môn công phu võ học nào, miễn sao có thể sử dụng để chiến thắng địch thủ thì có thể sử dụng. Nhưng đó chỉ là chiến thắng về mặt hình thức. Chiến thắng thật sự sẽ nằm trên 2 phương diện: hình thức bên ngoài, và nhân tâm bên trong.

## Môn hỗ trợ

### Hô hấp
Trong võ thuật, hô hấp được chia làm hai loại chính là Nội hô hấp và ngoại hô hấp.
Các phương pháp hô hấp này có trong võ thuật là do Bồ Đề Đạt Ma và các môn đồ Thiếu Lâm, các môn đồ các phái võ Trung Hoa hấp thu từ các phương pháp luyện thở của Yoga và Phép đạo dẫn (luyện thở, luyện hô hấp) của các trường phái Đạo gia để vận dụng chúng huy động nguồn sức mạnh của thân xác và tâm trí đạt hiệu quả cao khi luyện võ công.
Nội hô hấp
Đây là hoạt động của chân khí, là sự tiếp thu dưỡng khí, các chất bổ đưa đến từng tế bào và biến chuyển các dạng năng lượng. Hoạt động này bắt đầu từ lúc cơ thể con người chỉ là thai nhi. Nội hô hấp theo thời gian sẽ dần thoái hóa nhường chỗ cho ngoại hô hấp tiến triển.
Ngoại hô hấp

Thể hiện cho hoạt động hô hấp bằng mũi, bắt đầu xuất hiện khi chúng ta ra khỏi bụng mẹ. Ngoại hô hấp dần dần phát triển mạnh mẽ để nuôi dưỡng và cung cấp dưỡng khí cho cơ thể.

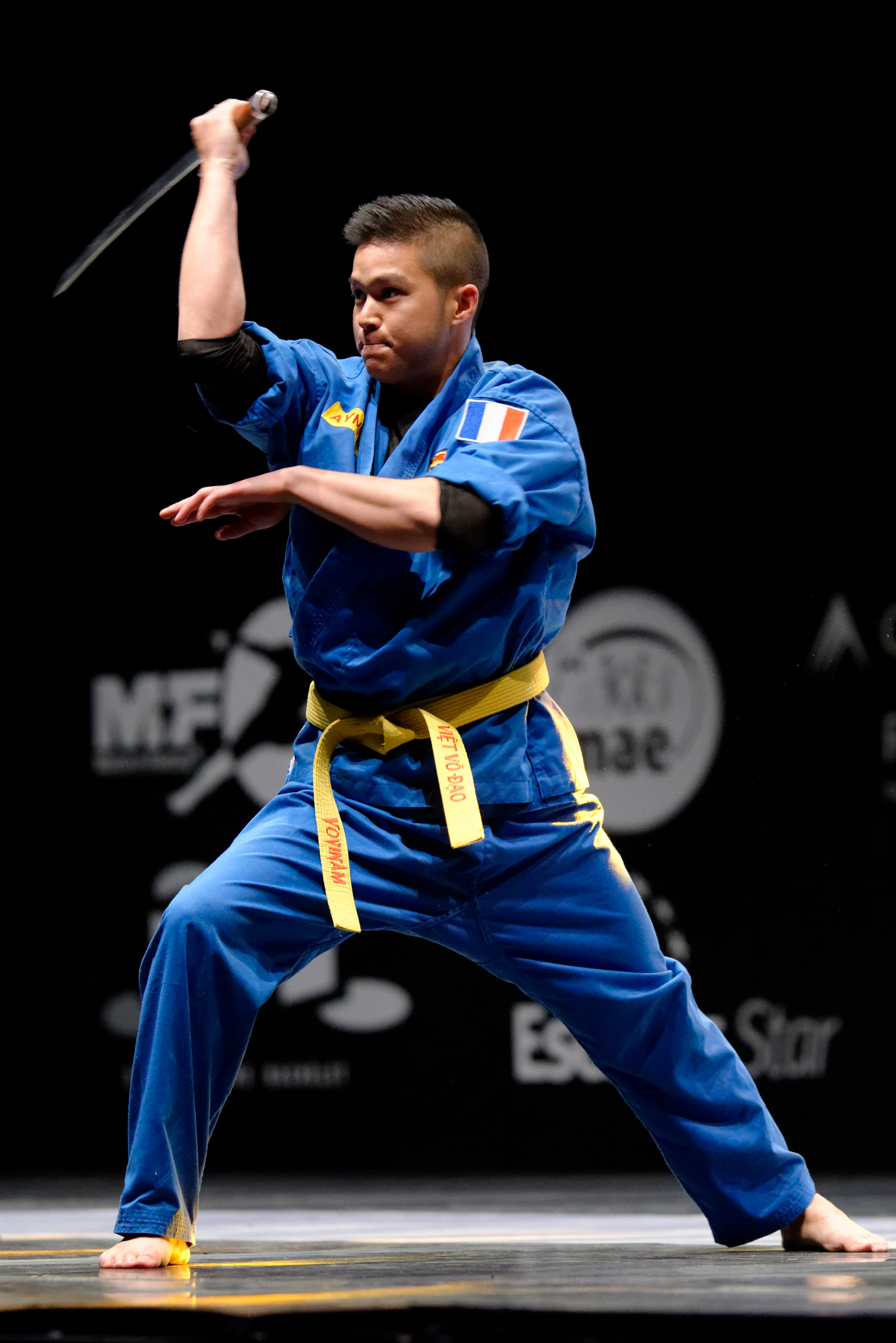
Một môn sinh Vovinam

### Khí
Khí động học
- Dựa trên các quy luật tự nhiên để chuyển động, nguyên tắc chủ yếu là thuận theo quy luật tự nhiên, mọi thứ đều khép kín tuần hoàn lưu chuyển như dòng nước.
- Sử dụng và thể hiện nỗ lực lưu thông khí của cơ thể (như những tiếng hét) để tạo sức mạnh nén khí và giải tỏa khí.

Khí vũ trụ
Con người sống trong vũ trụ sinh hoạt và chuyển động đều có tương quan đến vũ trụ, nếu thuận theo vũ trụ và khí từ vũ trụ thì sẽ lớn mạnh, còn ngược lại sẽ bị hủy hoại. Võ thuật lợi dụng đặc tính này để tạo ra các hình thức luyện tập nhằm nâng cao thể trạng như nội công, khí công, hấp pháp v.v.

### Triết lý
Võ thuật là một bộ môn văn hóa đặc trưng gắn liền với triết học. Các võ sư đã đúc kết bằng câu nói nổi tiếng: "đằng sau võ học là triết học". Các bộ môn võ học phương Đông đều dựa trên nền tảng các nguyên lý triết học:
Âm dương
Âm dương là hai mặt quan hệ đối lập nhưng hỗ trợ nhau, võ thuật lấy bản thân người tấn công và người phòng thủ làm hai mặt này. Để đạt đến mục đích công phá cao nhất thì phải đẩy một mặt đặc tính lên cao nhằm lấn át mặt còn lại.
Ngũ hành
Ngũ hành là quy luật hậu thiên tương ứng với bản chất con người, để nâng cao hiệu quả phải biết nâng cao mặt yếu và trấn áp sự thái quá. Dựa trên ngũ hành các quy luật võ thuật tạo ra sự bổ khuyết cho nhau cũng như sự quấy rối bản chất nhau.
Bát quái
Bát quái như một sự phát triển cao hơn của âm dương, nó thể hiện chu kỳ hoàn chỉnh xoay vần của tạo hóa. Tuân theo bát quái để chuyển động cũng là tạo ra một chu trình sinh hóa của tự nhiên, lúc đó mọi vấn đề còn lại sẽ phụ thuộc vào kẻ điều khiển chứ không bị ảnh hưởng nhiều bởi xung quanh.
Cửu cung
Là một biến thiên của bát quái khi thêm trung cung, tạo ra chỉnh thể tương ứng với quy luật vận hành của con người. Đây là một kiến tạo nhằm đáp ứng cho nhu cầu vận động của một số lượng người nhiều, hầu như ngày nay không còn được ứng dụng mấy (ví dụ như biểu diễn tập thể hàng ngàn người)

### Đông y
Luyện tập sơ khai võ thuật thì không cần chú trọng đến bản chất, các phương pháp chữa trị khi biến chứng xảy ra hoặc phản ứng của cơ thể với quá trình luyện tập. Khi luyện tập những thứ dễ bị lệch lạc hay khó thì các phương pháp thăm dò, theo dõi biến chuyển là một trong những trọng tâm của quá trình luyện tập.
Kinh, mạch, lạc

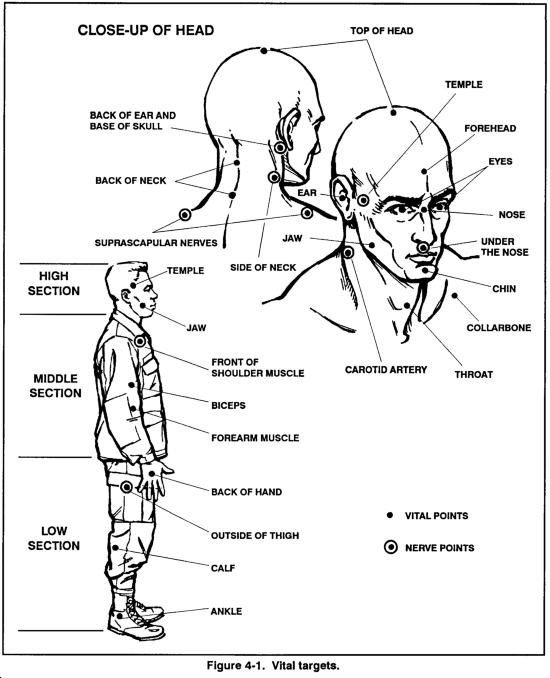
Một số huyệt đạo chính

- Kinh là 12 đường trực hành liên hệ trực tiếp đến tạng phủ. Sự vận hành khí của võ thuật tuân thủ chặt chẽ theo sự chuyển động của các đường kinh.
- Mạch là 8 đường hay còn gọi là bát mạch như tám đại dương để khí từ các kinh đổ vào. Đây là những nơi được chú ý đến nhiều nhất trong võ thuật, hầu hết các hành giả luyện tập đều cố khai thông chúng.
- Lạc gồm 15 đường chạy lẫn trong các kinh âm và dương nối các đường kinh với nhau. Những lạc nhỏ là tôn lạc, phù lạc chạy khắp thân thể. Là phần phải thông qua để đạt đến vòng Đại Chu Thiên hoàn chỉnh.

Huyệt đạo
Huyệt đạo là những điểm có khí tụ lại lớn, thường là những điểm giao nhau của nhiều đường kinh mạch.
- Dựa trên các khái niệm khí huyết lưu chuyển trên võ thuật cho ra đời hai vòng lớn là Tiểu chu thiên và Đại chu thiên.

Huyệt đạo là những điểm nhạy cảm trên thân thể, theo đó người dụng võ có thể tấn công vào các huyệt đạo để gia tăng tính sát thương của đòn thế. Khi bị tấn công vào huyệt đạo, người chịu đòn có thể có những phản ứng rất đặc biệt: đau đớn dữ dội, chấn thương nặng, bất tỉnh, chết. Huyệt đạo trong võ thuật cũng gắn trực tiếp với các phương pháp cứu chữa người bị chấn thương, bệnh tật. Theo các võ sư, cơ thể có 108 huyệt đánh và 108 huyệt chữa trị, lại có 12 huyệt có thể đánh hẹn giờ chết. Các võ sư thường truyền dạy không chỉ phương thức tấn công huyệt đạo mà cả các phương pháp chữa trị bằng huyệt đạo như bấm huyệt, xoa bóp, châm cứu. Tuy nhiên, biết được vị trí huyệt đạo đã khó, biết được cần tác động bằng phương thức nào và độ sâu của đòn đánh đến đâu để đạt được hiệu quả tính cao nhất còn khó hơn. Bởi vậy, điểm huyệt và giải huyệt chưa bao giờ được truyền dạy một cách phổ thông, quảng bá cho tất cả các môn đồ của võ phái, do đó theo thời gian những tinh hoa này không tránh khỏi mai một và thất truyền.

## Nghệ thuật

### Điện ảnh
Võ thuật và các bộ môn nghệ thuật sân khấu, điện ảnh gắn bó với nhau từ rất lâu, nhưng hầu như chỉ bắt đầu phát triển mạnh mẽ với sự xuất hiện của Lý Tiểu Long trong loạt phim quyền cước do anh thủ vai diễn viên chính như Thanh Phong Hiệp, Đường Sơn Đại Huynh, Tinh Võ Môn, Long Tranh Hổ Đấu, Mãnh Long Quá Giang, Tử Vong Du Hí. Sau anh, rất nhiều diễn viên, võ sĩ đã tham gia diễn xuất như Khương Đại Vệ, Địch Long, La Liệt, Vương Vũ, Trần Tinh, Trần Quang Thái, Phó Thanh,... là những diễn viên nổi tiếng của Hồng Kông vào những năm đầu thập kỷ 1970, sau này còn có thêm Thành Long (Jackie Chan), Hồng Kim Bảo, Quan Chi Lâm, Hà Gia Kính, Lý Liên Kiệt (Jet Li), Triệu Văn Trác, Chân Tử Đan (còn gọi là Chung Tử Đơn), Phàn Thiếu Hoàng, Ngô Kinh, Chu Nhuận Phát, với loạt phim về Hồng Hi Quan và Phương Thế Ngọc, Nam Thiếu Lâm, Hoàng Phi Hồng, Hoắc Nguyên Giáp, Nghiêm Vịnh Xuân và Vịnh Xuân Quyền, Hồng Gia Quyền, v.v.
Dòng "phim chưởng" nhiều tập một thời phát triển mạnh mẽ từ những năm cuối của thập kỷ 1960 ở Hồng Kông và các nước trong khu vực Đông Nam Á hiện đã dần nhường chỗ cho sự xuất hiện của những phim một tập được phương Tây đánh giá cao như phim Anh hùng, Ngọa Hổ Tàng Long, Thập diện mai phục, Kungfu, v.v. Và gần đây nhất là Tony Jaa, một chiến binh Muay Thái xuất sắc, anh đã cho ra series phim OngBak (Truy tìm tượng Phật) và Tom Yung Goong (The Protector), những pha hành động của anh làm bao nhiêu người phải thán phục, nhào lộn và trình diễn võ thuật. Có thể nói anh là lớp trẻ sau này nối tiếp Lý Tiểu Long, Thành Long và Lý Liên Kiệt.

### Vũ đạo
Vũ đạo là một loại hình nghệ thuật múa cổ truyền của Trung Hoa, loại hình nghệ thuật này phổ biến mạnh từ các bộ tộc người Hán ở phương bắc Trung Quốc từ khu vực nội Mông cho đến các vùng Hoa Bắc, Sơn Đông và Hà Bắc (Trung Quốc).
Vũ đạo có một vai trò ảnh hưởng nhất định đến các bộ môn võ thuật thuộc miền Bắc Trung Hoa làm cho văn hóa nghệ thuật của đất nước này trở nên đa sắc thái và giàu tính nhân văn.

### Kinh Kịch
Kinh kịch là một loại hình nghệ thuật biểu diễn sân khấu cổ truyền của Trung Hoa thường có các màn biểu diễn võ thuật cổ truyền Trung Hoa.
Các thể loại phim quyền cước còn được gọi là phim Kungfu của Trung Quốc và Đài Loan không phải là loại phim hành động của Mỹ mà thật ra có nguồn gốc từ Kinh kịch do các diễn viên và đạo diễn sân khấu chuyển sang.

## Các nền võ học
Mỗi một dân tộc trên thế giới đều gắn liền quá trình tồn tại, phát triển của mình với các truyền thống quý báu, trong đó có tinh thần thượng võ và những kỹ thuật phòng vệ. Đó là bản lề cho sự phát triển của các nền võ học trên thế giới.

### Anh
- Quyền Anh (Boxing, Đấm bốc) là môn võ, thể thao đối kháng giữa 2 người xuất phát từ phương Tây, sử dụng cú đấm kết hợp với di chuyển chân, đầu và thân mình.
- Bartitsu là môn võ tự vệ được giới nhà giàu Anh thế kỉ 19 ưa chuộng, do Edward William Barton-Wright phát triển. Kỹ thuật chiến đấu của Bartitsu rất đa dạng, bao gồm cận chiến, chiến đấu bằng gậy đi bộ, sử dụng mũ hoặc chiếc ô cầm tay như một vũ khí thực thụ.
- Quarterstaff là một dạng võ gậy truyền thống với trượng dài nổi bật của châu Âu, nhưng nổi tiếng ở Anh ở thời kỳ Cận đại.
- HEMA hay võ thuật lịch sử châu Âu là hệ thống võ thuật có nguồn gốc từ châu Âu bao gồm tất cả các phong cách võ thuật cổ điển thời kỳ Hy Lạp - La Mã cổ đại, thời kỳ Trung Cổ, Phục Hưng, cho đến thời kỳ Cận đại (nhưng tập trung khoảng thời gian từ thế kỷ 13-18), từng được thực hành trước đây, nhưng sau đó đã biến mất hoặc phát triển thành các hình thức rất khác nhau; tuy là tập hợp của tất cả các môn võ vũ trang cho tới không vũ trang châu Âu nhưng các phong cách kiếm thuật longsword mới là môn võ mang tính biểu tượng cho hệ thống võ thuật này. Hệ thống của HEMA là tập hợp nhiều môn võ châu Âu nhưng phong trào hồi sinh HEMA chỉ thực sự được bắt đầu ở Anh bởi Alfred Hutton ở thế kỷ 18.
- Defendu: một môn võ thuật hiện đại được phát triển bởi William E. Fairbairn và Eric A. Sykes trước Thế chiến thứ hai. Đây là một hệ thống chiến đấu cận chiến dựa trên kinh nghiệm thực tế kết hợp với Jujutsu và quyền anh , được phát triển để huấn luyện Cảnh sát thành phố Thượng Hải và sau đó được dạy ở dạng mở rộng cho các thành viên Điều hành Văn phòng Dịch vụ Chiến lược và Hoạt động Đặc biệt trong Thế chiến thứ hai

### Ấn Độ
Trong khi các võ phái tại các nước châu Á khác (Nhật Bản, Việt Nam v.v.) thường thừa nhận ảnh hưởng từ võ thuật Trung Hoa, thì giới võ lâm Trung Hoa lại thừa nhận môn võ thuật của mình nguyên khởi từ Ấn Độ.
- Kalaripayattu: hệ phái võ thuật tương truyền đã có lịch sử rất lâu đời. Một môn võ nguyên thủy được cho là môn võ khởi nguyên của võ thuật châu Á.
- Vajra Mushti
- Varma Kalai
- Kuttu Varisai
- Silambam
- Adithada
- Thang Ta
- Gatka

### Brasil
- Capoeira ( phát âm tiếng Bồ Đào Nha:  [kapuˈejɾɐ] hoặc[kaˈpwɐjɾɐ] ) là môn võ thuật Afro-Brazil kết hợp các yếu tố của khiêu vũ,  nhào lộn và âm nhạc. Nó được phát triển bởi những người châu Phi làm nô lệ ở Brazil  vào đầu thế kỷ 16. Được biết đến với các động tác nhào lộn và phức tạp, thường liên quan đến việc chống tay xuống đất và đá ngược. Kĩ thuật nhấn mạnh các chuyển động mượt mà hơn là các tư thế cố định - Ginga.
- Nhu thuật Brasil Jiu-Jitsu lần đầu tiên được phát triển và sửa đổi vào khoảng năm 1920 bởi các anh em người Brazil Carlos, Oswaldo, Gastão Jr., George và Hélio Gracie sau khi Carlos Gracie được dạy Judo Kodokan truyền thống bởi một võ sĩ judoka Nhật Bản lưu động - Mitsuyo Maeda, vào năm 1917. Sau đó, họ sẽ để phát triển hệ thống tự vệ của riêng họ mang tên Gracie Jiu-Jitsu. BJJ cuối cùng đã trở thành môn thể thao chiến đấuđược xác định của riêng nó thông qua những đổi mới, thực hành và thích ứng của Gracie Jiu-Jitsu và Judo, trở thành một môn võ cần thiết cho MMA.
- Mix martial arts (MMA)
- Vale tudo
- Luta Livre: phong cách đấu vật của Brazil dựa trên đấu vật bắt và kosen judo (thể thức thi đấu Judo tập trung vào kĩ thuật chiến đấu mặt đất "ne-waza") nhấn mạnh vào việc chiến đấu dưới mặt đất với những đòn vật và khoá trong đó không hoặc ít nắm vào quần áo và gi. Phong cách này và no-gi Brazil Jiu-jitsu là hình thức chiến đấu mặt đất chính trong MMA
- Huka-huka: Phong cách đấu vật dân gian của Brazil

### Campuchia
- Kun Lbokator
- Kun Khmer (Quyền Khmer)

### Đức
- Kampfringen hay Ringen là thuật ngữ tiếng Đức để chỉ môn vật. Trong bối cảnh trường phái võ thuật châu Âu lịch sử nguồn của Đức trong thời Trung cổ và Phục hưng Đức, ringen ám chỉ chiến đấu không vũ trang nói chung, bao gồm các kỹ thuật vật.
- Đấu kiếm Đức

### Indonesia
- Pencak silat
- Tarung Derajat

### Israel
- Krav Maga (קרב מגע) là một môn võ Do Thái - Israel. Nó được phát triển bởi võ sĩ Hungary-Israel Imi Lichtenfeld ở Slovakia. Ngày nay nó được sử dụng bởi các Lực lượng Quốc phòng Israel.

### Ireland
- Võ thuật Ailen bao gồm:
  - Quyền thuật Ailen tay trần hay Dornálaíocht (từ dorn là để chỉ nắm đấm) là một phong cách boxing của người Ireland có thế tấn khác với boxing hiện đại, các võ sĩ tay trần thường hơi ngả người về sau và dùng tay trước như một vũ khí vừa giữ khoảng cách an toàn, vừa có thể dễ dàng túm gáy đối phương để sử dụng kĩ thuật boxing bẩn (dirty boxing). Để tránh các vết cắt từ gò má trở lên, các võ sĩ cũng thường ngửa đầu lên để tạo thêm khoảng cách an toàn.
  - Coraíocht tiếng Ailen là để chỉ đấu vật. Ireland có phong cách đấu vật riêng gọi là Brollaidheacht
  - Speachóireacht là thuật ngữ dùng để chỉ các kỹ thuật đá, được thực hành trong các môn thể thao như bóng đá Gaelic và khiêu vũ Ailen , nhưng đặc biệt cho võ tổng hợp.
  - Bataireacht: võ gậy Ailen..

### Gruzia
- Khridoli (tiếng Gruzia: ხრიდოლი) là một môn võ thuật đến từ Gruzia bao gồm năm lối đánh, đó là khardiorda (đấu vật), krivi (quyền), p'arikaoba (đấu kiếm), rkena (ném và chộp giống như Sambo và Judo), và bắn cung.

### Hoa Kỳ
- Close Quarters Combat: là các kĩ thuật chiến đấu và võ thuật sử dụng trong tình huống chiến đấu với một, hai hay nhiều đối thủ ở cự li ngắn bằng tay không hoặc vũ khí và súng. Chủ yếu xuất hiện trong quân đội, lực lượng thực thi pháp luật và các phần tử tội phạm.
- Đấu vật chuyên nghiệp
- Kapu Kuialua: Kapu Kuialua là một môn võ cổ ở Hawaii bị cấm đối với người dân thường trong một khoảng thời gian. Nó quay trở lại vào năm 1920 và bắt đầu được dạy một cách chính thức vào năm 1963. Những quy tắc cơ bản của Kapu Kuialua là bẻ gãy xương và làm ảnh hưởng tới bất kỳ khớp xương nào dễ bị tổn thương.
- Rough and tumble hay gouging là một hình thức chiến đấu ở các vùng nông thôn của Hoa Kỳ, chủ yếu vào thế kỷ 18-19 đặc biệt phổ biến ở các bang miền Nam vào cuối thế kỷ 18 và đầu thế kỷ XIX. Kĩ thuật đặc trưng khoét mắt đối thủ nhưng cũng bao gồm các kỹ thuật làm biến dạng tàn nhẫn khác (bao gồm cả cắn) và thường diễn ra để giải quyết tranh chấp.
- Jailhouse Rock (52 Hands Block / JHR) là một tên gọi được sử dụng để mô tả một kiểu võ tập hợp các phong cách chiến đấu khác nhau đã được các tù nhân thực hành và phát triển trong các nhà tù Hoa Kỳ.
- Triệt Quyền Đạo
- Chương trình võ thuật của Thủy quân lục chiến (MCMAP) : Hệ thống chiến đấu được Thủy quân lục chiến Hoa Kỳ phát triển để kết hợp các kỹ thuật chiến đấu cận chiến, tác chiến quân đội, tinh thần, hợp tác đồng đội và hướng dẫn chiến binh bắt đầu vào năm 2001 cho Thủy Quân Lục Chiến Hoa Kỳ và Hải quân Hoa Kỳ. MCMAP chịu ảnh hưởng từ một số bộ môn bao gồm Nhu thuật Brazil, Đấu vật, Judo , Capoeira , Sambo, Bujinkan Budo Taijutsu , quyền anh, Savate , kickboxing ,Karate , Muay Thái, Taekwondo, Kung Fu , Aikido ,Hapkido ,Eskrima ,Sayoc Kali , Jujutsu, Krav Maga, laido ,Kendo và Kobudo
- LINE: là một hệ thống cận chiến được sử dụng bởi Thủy Quân Lục Chiến Hoa Kỳ và Lực Lượng Đặc Biệt của quân đội Hoa Kỳ từ năm 1989 đến 2007
- Kenpo Mĩ: là môn võ thuật lai do Ed Parker sáng tạo ra dựa trên Karate, Kenpo, Judo và võ thuật Trung Quốc

Hy Lạp
- Pankration là môn võ tổng hợp đầu tiên và lâu đời, kết hợp giữa Boxing và đấu vật của Hy Lạp. Pankration của người Hy Lạp cổ đại cho phép võ sĩ chiến đấu không theo bất kỳ quy tắc nào từ đá vào háng tới bẻ gãy ngón tay. Mục đích của các trò chơi tại Olympic thời cổ đại chính là giúp tất cả đàn ông trong thành phố của Hy Lạp luôn nêu cao tinh thần sẵn sàng phục vụ quân đội. Trong số đó môn võ Pankration đã nhanh chóng giúp cho đội quân trở nên hùng mạnh và tàn bạo. Ngày nay, người Hy Lạp vẫn luyện tập Pankration như một môn thể thao. Các kỹ thuật của nó đã được phát triển cách đây hàng ngàn năm vẫn được sử dụng trong các sự kiện đấu MMA - võ hỗn hợp (là tiền thân của võ tổng hợp hiện đại).
- Pali (vật Hy Lạp cổ đại).
- Pygmahia (boxing Hy Lạp cổ đại).
- Đấu vật Greco-Roman/Hy Lạp - La Mã

### Lào
- Muay Lào
- Ling Lom

### Malaysia
- Silat
- Tomoi

### Mông Cổ
- Vật Mông Cổ

### Myanmar
Võ của Myanmar thường được gọi chung là Thaing (bao gồm cả võ tay không và binh khí), cũng được gọi là Bando (tuy nhiên Bando lại còn có tên là một bộ môn riêng trong nền võ Myanmar: môn nhu quyền), cho nên Thaing là tên gọi võ thuật bao quát và chuẩn xác nhất đối với đất nước này.
- Bando (nhu quyền): Là trường phái gắn chặt với các đặc điểm tấn pháp, thân pháp, kỹ thuật phòng thủ và tránh né, các thế tấn công thường tượng hình theo các loài thú: trư công (lợn), ngưu công (trâu), độc xà công (rắn độc), lục xà công (rắn lục), lộc công (hươu), hầu công (khỉ), ưng công (chim ưng), báo công (báo), hổ công (hổ), mãng xà công (rắn).
- Leithwei (cương quyền), còn gọi là Miến quyền (Burmese Boxing)
- Naban (võ vật), chỉ xuất hiện trong các bộ tộc người Chin và Kachin thuộc vùng Himalaya.
- Banshay (binh khí), ba loại cơ bản là côn, thương và kiếm.

### Na Uy
- Glima là một dạng võ vật dân gian Bắc Âu được thực hành như một môn thể thao và chiến đấu. Theo những tài liệu lịch sử, môn võ này được sử dụng bởi các người Vikings.

### Nigeria
- Dambe là môn võ boxing tàn bạo của người Châu Phi, được chính những người đồ tể Tây Phi sáng tạo nhằm phục vụ giải trí cho cộng đồng nông nghiệp sau mỗi mùa thu hoạch.

### Nhật Bản

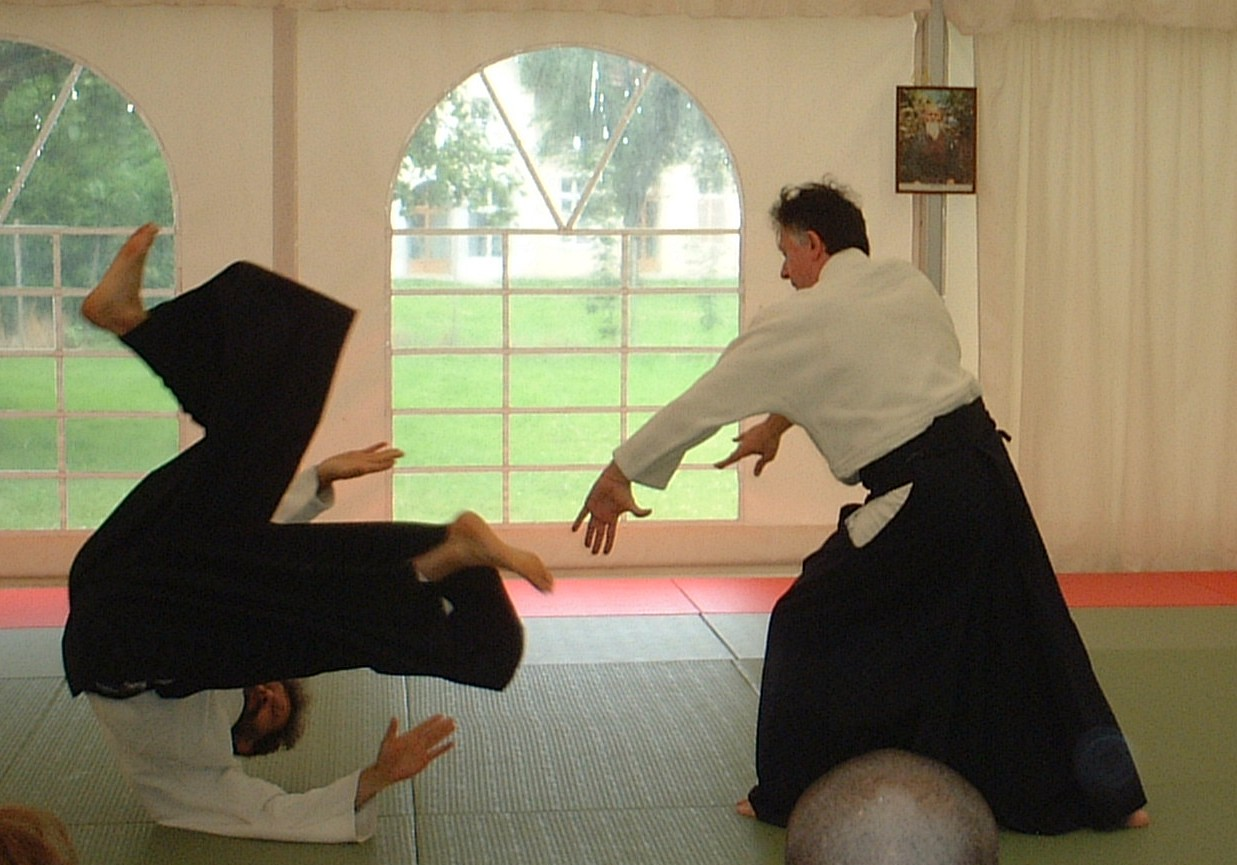
Một đòn đánh trong môn Aikido của Nhật Bản.

Nhật Bản có truyền thống thượng võ lâu đời do những cuộc nội chiến liên miên, mặc dù quốc gia này trong suốt trường kỳ lịch sử chưa hề bị xâm lược và đô hộ bởi ngoại bang ngoại trừ giai đoạn ngắn ngủi các samurai phải đương đầu với đội thủy binh hùng mạnh của Mông Cổ (Nhà Nguyên) và bị Mỹ đánh bại 1945.Nhiều hệ phái võ thuật Nhật Bản đã lừng danh thế giới như:
| - Sumo - Karate (Không Thủ Đạo) - Shooto - Kendo - Kenjutsu - Judo - Kūdō | - Iaijutsu - Sōjutsu - Naginatajutsu - Kyudo - Shorinji Kempo - Kenpō - Ninjutsu - Taidō |

### Nga
- Systema hay Russian Martial Art là môn võ mà lính đặc nhiệm Nga thường sử dụng và sau này được huấn luyện rộng rãi trong Quần chúng, Quân đội và Cảnh sát. Systema được thành lập và truyền bá bởi Mikhail Ryabko (6-5-1961), nguyên là một Đại tá trong Quân Đội Nga và là Cố vấn đặc biệt của Bộ Trưởng Bộ Tư Pháp. Ông cũng là Huấn luyện trưởng Lực lượng đặc nhiệm, Chỉ huy đội giải cứu con tin, Đội chống khủng bố và Đội chống tội phạm vũ trang của Bộ Nội Vụ Liên Bang Nga.   Systema chính là môn võ không đòi hỏi tính kỹ thuật cao hay phải học thuộc các đòn thế, phân thế chiến đấu như các môn võ khác, chính vì vậy mà người tập luyện môn võ này rất tự tin khi chiến đấu đối kháng. Điều cần thiết là người tập cần thư giãn, thả lỏng và lắng nghe sự chuyển động của chính cơ thể mình và đối phương như chính tên gọi của nó (Systema - thấu hiểu chính mình). Môn võ này có điểm đặc biệt là sự nghiên cứu nhiều về kỹ thuật điểm huyệt cùng với đó là sự chú trọng vào hơi thở như Thái Cực Quyền của Trung Quốc và Aikido của Nhật Bản. Vì vậy nó trở nên cực kỳ lợi hại khi tấn công và hiệu quả rõ nét khi điều dưỡng và tự vệ bằng các đòn tay. Mỗi võ sĩ sẽ có cách phản ứng khác nhau tùy với hoàn cảnh, đó là điểm khác biệt lớn của Systema với hầu như toàn bộ các môn võ công khác trên thế giới. Tuy nhiên cách ra đòn của Systema thực sự rất hiệu nghiệm và hiểm độc, nếu muốn võ sĩ xẽ kết liễu đối thủ chỉ với một pha ra đòn, nhanh, mạnh, gọn ghẽ, độc đáo, bất ngờ..., võ sĩ Systema cũng có thể sử dụng các dụng cụ lao động hàng ngày để tự vệ, chiến đấu, hạ gục đối phương với những đòn thế lắt léo, nhanh gọn và vô cùng hiểm hóc, như (dao, búa, cành cây, sẻng, chĩa, cuốc, thìa...) nhiều người đã thật sự hoảng hốt khi nhìn thấy môn võ này trong thực chiến. Do Systema rất hiệu nghiệm trong thực chiến, vì vậy, không chỉ riêng Lực lượng đặc nhiệm Nga sử dụng môn võ này, mà nó cũng đã được Lực lượng của nhiều nước khác trên thế giới tập luyện và sử dụng bởi sự hướng dẫn từ những võ sư người Nga, chẳng hạn như Mĩ, Anh, Canada, Pháp, Đức, Bỉ, Việt Nam...
- Sambo được phát triển dựa trên sự kết tinh và tập hợp nền tảng của các nghệ thuật vật truyền thống của các dân tộc thuộc Liên bang Xô Viết, là môn võ có sự kết hợp Đông-Tây gồm Boxing, Pankration, Ssireum, Catch Wrestling, Savate, Judo, Jujutsu, Greco roman Wrestling, Kurash, Bökh và Alysh. Sambo chia làm 2 phong cách gồm Sport Sambo (tập trung vào bắt vật) và Combat Sambo (đánh theo lối võ tổng hợp).
- ARB: Một môn võ thuật được tạo ra cho mục đích quân sự lần đầu được thử nghiệm trong Lực lượng Nhảy dù Liên Xô vào năm 1979

### Pháp
- Quyền Pháp (Savate): được phát triển ở Pháp trong suốt thế kỷ 19, Savate ban đầu do các võ sĩ đường phố thực hiện bằng việc đeo các đôi giày hạng nặng đá vào đầu nhau. Trong thực tế, Savate là tiếng lóng của từ “chiếc giày cũ”. Savate bắt đầu di chuyển từ đường phố vào trong các trường dạy đấm bốc. Và vẫn còn là một loại hình thi đấu không vũ trang phổ biến ở Pháp. Được biết đến với những cú đá tàn bạo vào đầu và mặt cho đến khi hạ gục đối thủ.
- La canne hay Canne de combat: võ gậy
- Lutta corsa
- Đấu kiếm Pháp
- Gouren: Phong cách đấu vật dân gian hình thành ở Pháp và Brittany

### Philippines
- Võ thuật Philippines ( FMA ) ( tiếng Philippines : Sining panlaban ng Pilipinas ) đề cập đến các phương pháp chiến đấu của người Mã Lai cổ đại và các phương pháp chiến đấu được sửa đổi mới hơn ở Philippines. Kễt hợp các yếu tố từ cả võ thuật phương Tây và phương Đông, các hình thức phổ biến nhất của chúng được gọi là Arnis, Eskrima và Kali. Võ thuật Philippines được coi là hệ thống tiên tiến nhất thiết được thực hành phổ biến trên thế giới và giờ là một thành phần cốt lõi trong một số chương trình đào tạo trong quân đội Hoa Kì, Nga, Ấn Độ...

### Tây Ban Nha
- Keysi Fighting Method hay Keysi là một môn võ thuật do Justo Dieguez và Andy Norman sáng lập từ kinh nghiệm thực chiến và phương pháp nghiên cứu của ông. Keysi được tạo ra dựa trên nền tảng của quyền Anh và các kĩ thuật chiến đấu đường phố, sử dụng tư thế che chở hai cánh tay được gọi là The Pensador. Các đòn đánh được sử dụng trong khi ở vị trí The Pensador, từ cú đánh khuỷu tay đến cú đấm vào đầu, với mỗi đòn tấn công được thực hiện trong khi duy trì vị trí che chở đầu bằng cánh tay để ở phía trước đầu.

### Thái Lan

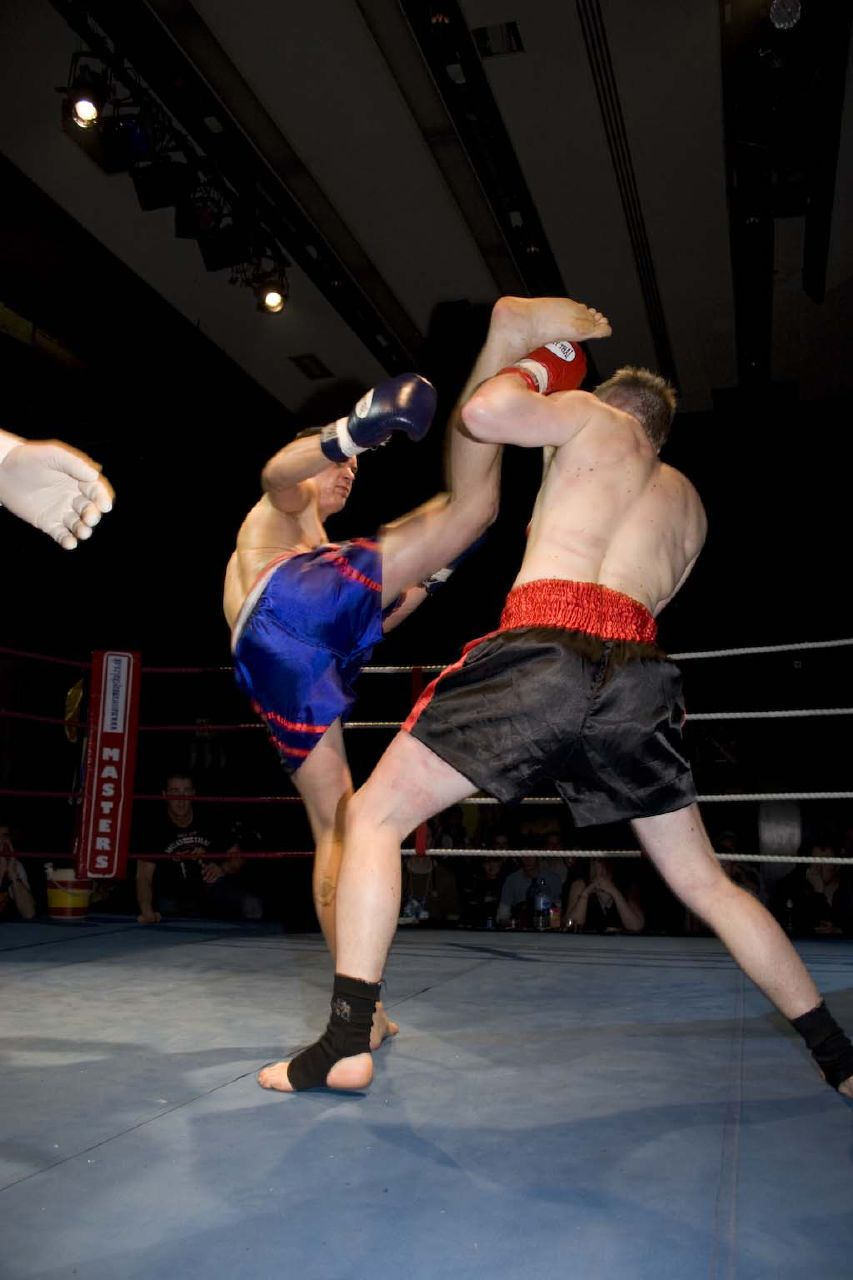
Muay Thai.

Thái Lan nằm trên bán đảo Đông Dương, chịu ảnh hưởng của Phật giáo và nền văn hóa Ấn Độ, phong kiến Trung quốc. Nền võ thuật nước này chịu ảnh hưởng nhiều của võ thuật Trung Quốc và Ấn Độ, tuy nhiên khi người phương Tây đến đây, dấu ấn lớn nhất để lại là môn Muay Thái, nó hơi giống như kickboxing (Quyền cước) của người phương tây nhưng lại có nét đánh phù hợp của người phương đông. Hiểm với những đòn đánh cùi chỏ và đầu gối
- Muay Thái (Quyền Thái)
- Muay Boran (Phiên bản cổ của Quyền Thái)
- Ledrit
- Krabi Krabong

### Trung Quốc
Xem chi tiết Các Dòng Quyền Thuật Nam Bắc Trung Hoa tại Võ Thiếu Lâm
Trước kia trong đồng đạo võ lâm thường tôn vinh "bát đại môn phái" (Thiếu Lâm, Võ Đang, Nga Mi, Côn Luân, Không Động, Thanh Thành, Hoa Sơn, Toàn Chân) hoặc "thất đại môn phái" (Thiếu Lâm, Võ Đang, Nga Mi, Côn Luân, Thanh Thành, Hoa Sơn,Toàn Chân) võ thuật Trung Hoa, trong đó Võ Thiếu Lâm được đề cao là ngôi sao Bắc đẩu. Gần đây nhất, trong cuốn Võ thuật thần kỳ của Trịnh Cần và Điền Vân Thanh, Trung Quốc, bản dịch được Nhà xuất bản Hà Nội, H. 1996 xuất bản, các tác giả khẳng định Trung Hoa bao gồm không dưới 500 võ phái khác nhau, trong đó nổi tiếng nhất là những phái chính:
- Tượng Hình Quyền [2]
- Thái cực quyền
- Võ Đang Quyền
  - Nội Gia Quyền
  - Bát Quái chưởng

...
- Thiếu Lâm Quyền
  - Trường Quyền (Bắc Quyền) (Bắc Thiếu Lâm)
    - Tra Quyền
    - Hóa Quyền
    - Hoa Quyền
    - Pháo Quyền
    - Trốc Cước
    - Đàm Thoái
    - Phách Quải Quyền
    - Thông Bối Quyền
    - Phiên tử Quyền
    - Yến Thanh Quyền còn gọi là Mê Tông Quyền hay Mê Tung Quyền
    - Hình Ý Quyền còn gọi là Lục Hợp Quyền (Phái Thiếu Lâm Vy Đà)
    - Đường Lang Quyền
    - Ưng Trảo Quyền
    - Thiếu Lâm Bát Cực Quyền

...
- Bát Cực Quyền(Gốc)

...
- - Nam Quyền (Nam Thiếu Lâm)
    - Hồng Gia Quyền
    - Bạch Hạc Quyền
    - Bạch Mi Quyền
    - Vịnh Xuân Quyền
    - Phật Gia Quyền
    - Thái Lý Phật
    - Châu Gia Quyền
    - Huỳnh Gia Thần Cước

...Tán thủ (Shanshou) môn võ theo lối hiện đại duy nhất của Trung Quốc
...
Các bộ môn quyền thuật trên trong khoảng 500 võ phái của khắp miền Nam Bắc Trung Hoa chính là xuất phát từ trong dân gian sau này được các môn đồ của Thiếu Lâm tích hợp vào hệ thống Thiếu Lâm Quyền và biến nó thành những hệ phái Bắc Thiếu Lâm và Nam Thiếu Lâm. Do vậy nói Bồ Đề Đạt Ma là sáng tổ ra võ Thiếu Lâm và võ thuật Trung Hoa như nhiều võ sư xác tín liệu có chính xác và công bằng không trong khi võ Thiếu Lâm là một sự pha trộn và tích hợp giữa các bộ môn quyền thuật dân gian ở Trung Hoa và Ấn Độ. Chùa Thiếu Lâm và võ Thiếu Lâm thật ra chỉ có công tích hợp và hệ thống lại bởi các môn đồ xuất sắc của Thiếu Lâm Tự.
Các bộ môn quyền thuật của miền bắc Trung Hoa như Hình Ý Quyền, Bát Cực Quyền, Thông Bối Quyền, Mê Tung Quyền, Phách Quải Quyền,... đều có một tên chung là Trường Quyền. Các bộ môn quyền thuật của Nam Thiếu Lâm như Ngũ Đại Danh Gia Quyền Thuật Nam Thiếu Lâm: Hồng gia (Hung gar), Lưu gia (Liu Gar), Lý Gia (Li Gar), Mạc Gia (Mo Gar) và Thái Gia (Choy Gar), Bạch Mi Quyền (còn gọi là Thiếu Lâm Bạch Mi), Thiếu Lâm Vịnh Xuân Quyền gọi tắt là Vịnh Xuân Quyền... được gọi tất cả bằng một tên chung là Nam Quyền.
Do vậy cũng nên lưu ý rằng danh từ Trường Quyền không phải là một môn phái mà là khái niệm chỉ tất cả các bộ môn quyền thuật miền bắc Trung Hoa (sau này gọi là Bắc Thiếu Lâm), cũng như danh từ Nam Quyền không phải là một môn phái mà là khái niệm chỉ tất cả các bộ môn quyền thuật miền nam Trung Hoa (là Nam Thiếu Lâm).
Sau này người Trung Hoa thường có câu Thiên Hạ Công Phu Xuất Thiếu Lâm (tất cả các phái võ và các bộ môn quyền thuật nam bắc Trung Hoa đều có nguồn gốc từ Thiếu Lâm).
Câu nói này chỉ đúng một nửa và cũng cho thấy rằng võ Thiếu Lâm không phải là cái nôi xuất xứ tất cả các phái võ khác mà phải nói ngược lại rằng nó (võ Thiếu Lâm) đã tích hợp các dòng võ khác và làm cho chính nó trở nên phong phú hơn và đa phong cách thể hiện. Võ Thiếu Lâm và võ thuật Trung Hoa nói chung là một công trình sáng tác của các thế hệ võ thuật ở Trung Hoa, trong đó có các môn đồ của chùa Thiếu Lâm.
Câu nói trên khiến nhiều người ngộ nhận rằng Trung Quốc là cái nôi võ thuật của thế giới.

### Hàn Quốc

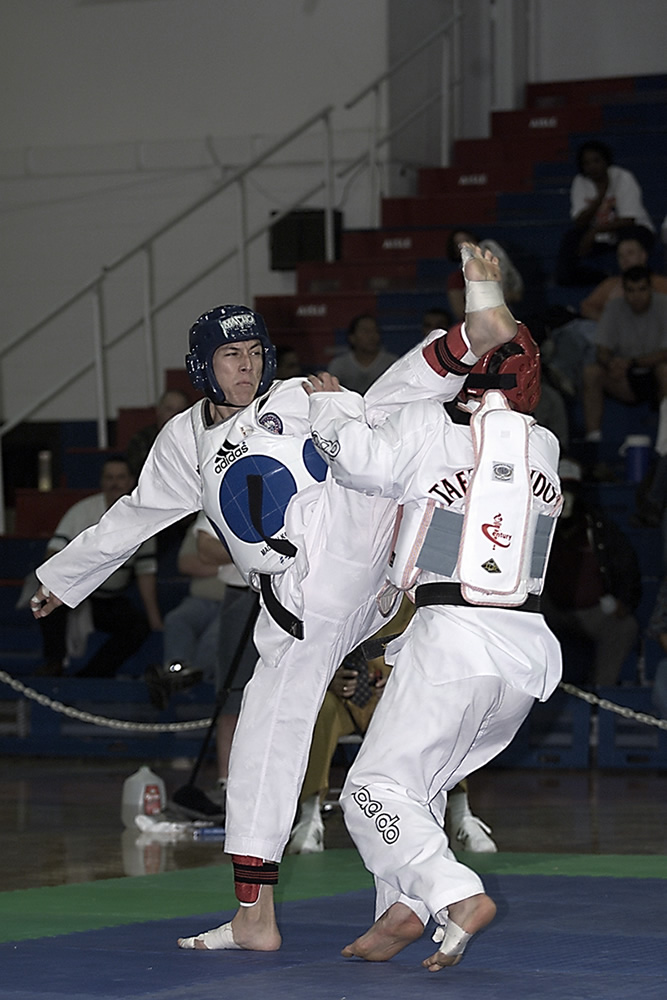
Hai võ sĩ Taekwondo đang thi đấu.

- Taekwondo (Đài Quyền Đạo) môn phái đặc trưng với sự nhấn mạnh đòn chân.
- Hapkido (Kyuc-too-ki hay Hợp Khí Đạo) môn võ tổng hợp, khai thác những ưu điểm của Taekwondo, Karatedo, Kendo, Aikido, Boxing thành một dạng võ tự vệ.
- Tang soo do (Đường thủ đạo) là môn võ dựa trên các nguyên tắc chiến đấu của Karate, Taekkyeon, subak và võ thuật miền Bắc Trung Quốc và là một trong những nền tảng của Taekwondo
- Ssireum: một môn vật truyền thống của Hàn Quốc
- Taekkyeon: Môn võ cổ truyền của Hàn Quốc đặc trưng với chuyển động và đòn chân linh hoạt.

### Việt Nam

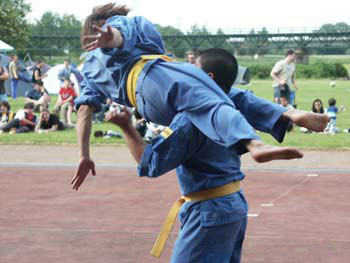
Một đòn đánh trong môn Việt Võ Đạo.

Bên cạnh những nét tương đồng với nền võ thuật rộng lớn của Trung Hoa do ảnh hưởng từ giao lưu văn hóa, các phái võ Việt Nam, hay còn được gọi với tên "Võ thuật Cổ Truyền" vẫn thể hiện những đặc điểm khác biệt rõ rệt với các nền võ học khác trên thế giới nói chung và Trung Hoa nói riêng: thứ nhất, sự xuất hiện của lời thiệu bằng thơ, phú; thứ hai: bộ pháp vận hành theo đồ hình bát quái (lưỡng túc bát quái vi căn), khi đứng thì vững như đá tảng, khi di chuyển thì nhẹ nhàng linh hoạt như lá bay; thứ ba, bộ tay áp dụng theo ngũ hành pháp (song thủ ngũ hành vi bản); thứ tư, kỹ thuật đòn thế được chọn lọc, phân thế riêng phù hợp với cách đánh của từng dạng đối tượng, địa hình, nhất là lối đánh cận chiến một người chống lại nhiều người; thứ năm, tận dụng triệt để lối đánh "cộng lực" - dựa vào sức lực đối phương để triệt hạ đối phương. Danh sách chưa đầy đủ các phái võ Việt Nam (ở trong và ở ngoài nước Việt Nam) bao gồm:

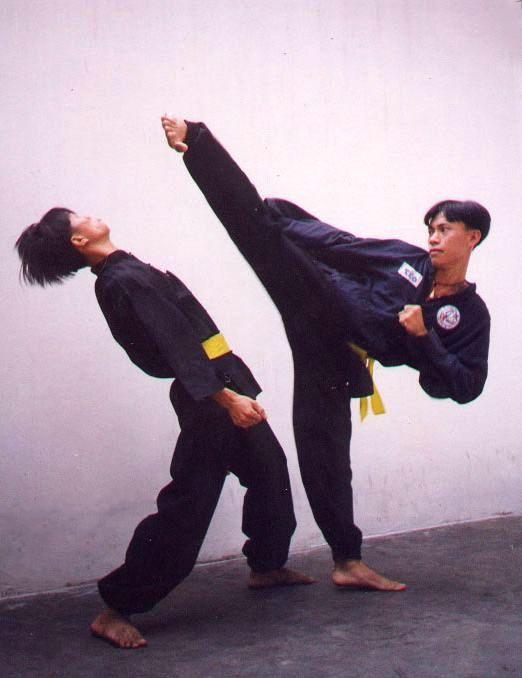
Một kỹ thuật đá trong môn võ Tân Khánh Bà Trà.

|  |  |  |  | - Bạch Hổ Võ Phái - Bạch Long Chiến Đạo - Bắc Việt Võ - Bình Định Gia - An Long Đô - Hàn Bái Đường - Hóa Quyền Đạo - Hoa Quyền - Hoàng quyền - Hồ Việt Quyền - Hồng Gia Việt Nam - Hồng Quyền Chu Gia - Huỳnh Gia Thần Cước - Không Động | - Lạc Việt Võ Đạo - Lam Sơn Căn Bản - Lam Sơn Võ Đạo - Lâm Sơn Động - Long Hổ Không Hồng - Long Võ Quán - Mai Sơn Lâm - Nam Hồng Sơn - Nam Huỳnh Đạo - Nam Tông - Nhất Nam - Phạm Gia Võ Phái - Phật Gia Quyền - Quán Khí Đạo - Sa Long Cương | - Sơn Long Quyền Thuật - Tân Khánh Bà Trà - Tây Sơn Quyền - Thanh Long Võ Đạo - Thăng Long Võ Đạo - Thất Sơn Thần Quyền - Thiên Môn Đạo - Shangmen - Thiếu Lâm Bắc Phái Mai Hãn - Thiếu Lâm Bắc Truyền Thiên Mục Sơn - Thiếu Lâm Long Phi - Thiếu Lâm Nội Gia Quyền - Thiếu Lâm Phật Gia - Thiếu Lâm Sơn Đông - Thiếu Long Lưỡng Quán - Thiếu Sơn Phật Gia | - Văn Võ Đạo - Vịnh Xuân quyền - Việt Đạo Quán - Vovinam - Võ Áo Vải - Võ Đạo Quán - Vũ gia thân pháp - Vũ Long Quyền - Xuân Nghĩa Đường - Lang Nha Phái - Quán Khí Đạo |